# Procatedral

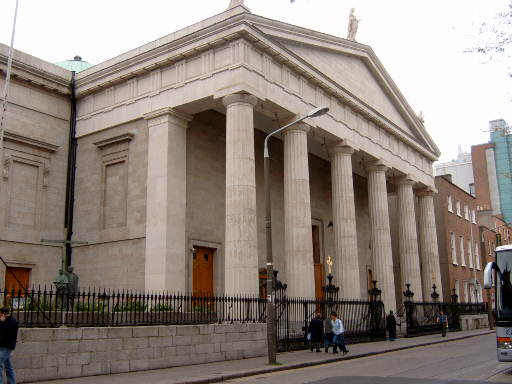
Procatedral de Santa María en Dublín

Una procatedral es una iglesia parroquial que sirve temporalmente como catedral o concatedral de una diócesis.

## Uso
En Irlanda, el término es usado específicamente para referirse a la Procatedral de Santa María en Dublín, la sede de la arquidiócesis católica de Dublín desde la Reforma en Irlanda, cuando  la catedral de la Santísima Trinidad y la catedral de San Patricio pasaron a formar parte de la Iglesia de Irlanda.
En Escocia, el término es usado para referirse a la ProCatedral de Santa María en Edimburgo, sede del Arzobispo de San Andrés y Edimburgo, ya que la Catedral de San Andrés original fue abandonada después de la Reforma Escocesa en 1560 y actualmente está en estado ruinoso. La Procatedral de San Andrés de Glasgow ha sido la sede del Arzobispo de Glasgow desde 1889. La catedral de Glasgow original, sin embargo, se incorporó a la High Kirk de Glasgow de la Iglesia de Escocia después de la Reforma Escocesa.
En Christchurch, Nueva Zelandia, Santa María ha sido convertida en procatedral para llenar el vacío de la principal catedral católica destruida en el terremoto de Christchurch de 2011.
En Qu'Appelle, Saskatchewan, la iglesia de San Pedro fue procatedral de la diócesis anglicana del sur de Saskatchewan hasta 1944. De 1944 a 1979, la catedral de San Pablo sirvió como procatedral antes de que fuera elevada al estatus de catedral.
La iglesia de San Pablo Apóstol en Savannah, Georgia, es la procatedral de la Diócesis Episcopal de Georgia.
La procatedral católica siria malankara de San Juan Crisóstomo en Hempstead, Nueva York para el Exarcado católico sirio-malankara en los Estados Unidos.
La iglesia de San Helier en Jersey sirve como procatedral de la isla.
La catedral del Sagrado Nombre de Bombay fue previamente la procatedral del Sagrado Nombre.
La Catedral de los Santos Apóstoles, en Bristol, Inglaterra, fue previamente la procatedral de la diócesis católica de Clifton.
La Procatedral de San Juan sirvió como procatedral de Perth, Australia.
La iglesia de San Nicolás de Tolentino de Barranquilla, Colombia, sirvió como procatedral entre 1932 -año de la creación de la diócesis- y 1982, cuando se elevó a catedral la parroquia de María Reina.
La Procatedral de Nuestra Señora del Líbano de Bogotá, Colombia, alternativamente Iglesia de Santa Clara de Asís es el nombre que recibe un templo que pertenece a la Iglesia católica que se encuentra ubicado en la Carrera 8A n.º98-31 al norte de la ciudad de Bogotá la capital del país sudamericano de Colombia. La congregación usa el rito maronita en plena comunión con la Santa Sede en Roma.
En las Filipinas, la Diócesis Episcopal de las Filipinas tenía la parroquia de San Esteban en Tondo, Manila, como su procatedral antes de que la sede fuera transferida a la Catedral de Santa María y San Juan en Ciudad Quezón. También, en febrero de 2012, la Procatedral de San Fernando de Dilao ha sido usada como actual procatedral de la Arquidiócesis de Manila hasta que se terminen las renovaciones estructurales de la Catedral-Basílica de la Inmaculada Concepción.
En Estados Unidos, la iglesia anglicana de San Bartolomé, 2368 Eggert Road, Tonawanda, Nueva York, NY, se convirtió en procatedral el 12 de agosto de 2011 como parte de la 
Conferencia Anglicana Norteamericana, y es sede del obispo Bill Atwood.
En Israel, el Patriarcado latino de Jerusalén cambió en el año 2022 la denominación de la hasta entonces concatedral a procatedral del Santísimo Nombre de Jesús, buscando insistir en la singularidad de este templo con respecto a la Basílica del Santo Sepulcro, catedral del patriarcado pero que, por las circunstancias históricas, comparte con el Patriarcado ortodoxo de Jerusalén.